# Oscar von Münch
Oscar Karl Reichsfreiherr von Münch (* 10. Dezember 1864 in Mühringen; † 5. August 1920 ebenda oder in der  Heil- und Pflegeanstalt Heilbronn) war Herr auf Mühringen und Schloss Filseck und Mitglied des Deutschen Reichstags.

## Biographie

### Familie
Oscar von Münch wurde als Sohn des Carl Wilhelm Friedrich II. Freiherr von Münch, Herr auf Mühringen und Filseck, und seiner Ehefrau Wilhelmine Freiin von Schertel von Burtenbach geboren.
Er besuchte das Realgymnasium in Stuttgart und studierte Rechtswissenschaften an den Universitäten Leipzig, Oxford und Berlin und genoss eine Offiziersausbildung.
Da sein Bruder Alfred Friedrich Freiherr von Münch kinderlos vorverstorben war, war Oscar von Münch der letzte männliche Deszendent der Familie. Nach seinem Tod gelangten die Besitzungen in Mühringen und Filseck 1920 an die Familie seiner einzigen Schwester Gabriele Thusnelde Helene von Podewils, geb. Freiin von Münch.

### Leben
Von 1890 bis 1893 war Münch Mitglied des Deutschen Reichstags für den Wahlkreis Württemberg 8 (Freudenstadt, Horb, Oberndorf, Sulz) und die Deutsche Volkspartei. Am 29. Oktober / 5. November 1903 wurde er vom Landgericht Stuttgart wegen Beleidigung zu einer Freiheitsstrafe von zwei Monaten verurteilt. Am 27. Februar 1893 hielt Münch  während der 53. Sitzung des Reichstags eine Rede, die er vor allem dazu nutzte, seine persönlichen Probleme mit der Justiz darzulegen. Sein Mandat nutze er auch später noch zur Darlegung angeblicher Unzulänglichkeiten des Rechtssystems.
In der zweiten Hälfte seines Lebens war Münch in zahlreiche Gerichtsverfahren verwickelt, u. a. weil er im Jahr 1900 mit einer Pistole auf seinen Knecht geschossen hatte. Über seine Version der verschiedenen Verfahren veröffentlichte er diverse Schriften. Münch wurde, vermutlich im Zusammenhang mit seinem querulatorischen Verhalten vor Gericht, als geisteskrank in die Staatliche Heilanstalt Weinsberg eingewiesen.

## Porträt
- Münch, Oskar Freiherr von, Profil. In: Deutsche Digitale Bibliothek, abgerufen am 12. Juli 2017 (deutsch).